# Lenguas euroasiáticas
Las lenguas euroasiáticas son una hipotética macrofamilia lingüística, propuesta para incluir varias familia de lenguas habladas históricamente en el norte, oeste y sur de Eurasia, tales como las lenguas indoeuropeas, urálicas, altaicas, chukoto-kamchatkas y esquimo-aleutianas. Fue propuesta como una macrofamilia por Joseph Greenberg en 1987, como un grupo descendiente del nostrático.
La validez de esta macrofamilia se encuentra bajo crítica y es objeto de mucha controversia; una vez más, la mayor parte lingüistas históricos consideran inválidos los métodos utilizados, basados básicamente en la comparación en masa y no la comparación meticulosa de las protolenguas asociadas a cada rama particular.

## Historia
En 1905, Alfredo Trombetti propuso el grupo en su L'unità d'origine del linguaggio. Antecedentes históricos se encuentran en 1746, cuando el teólogo danés Marcus Wöldike comparó el húngaro con el groenlandés encontrando semejanzas estructurales, lo que diera lugar a la hipótesis esquimo-urálica. La hipótesis uralo-altaica se dio con W. Schott (1836) y F. J. Wiedemann (1838). En 1869, el lingüista danés Vilhelm Thomsen postuló la conexión entre las lenguas indoeuropeas y las ugrofinesas (hipótesis indourálica), en la que también trabajó el lingüista danés Holger Pedersen. En 1962 el lingüista Morris Swadesh relacionó las lenguas chucoto-camchatcas con las esquimo-aleutianas.
En 1994, Merritt Ruhlen afirmó que las lenguas euroasiáticas tienen respaldo en la existencia de un patrón gramatical «por el cual los plurales de sustantivos se forman por sufijo -t en la raíz del sustantivo [...] mientras que los sufijos duales se forman con -k». Rasmus Rask notó este patrón gramatical en 1918 en los grupos ahora llamados urálico y eskimo-aleuta, pero también se puede encontrar en lenguas tunguses, chucoto-kamchatka y en nivejí, todos los cuales Greenberg colocó en el eurasiático. Según Ruhlen, este patrón no se encuentra en familias o idiomas fuera del eurasiático.

## Clasificación

Árbol filogenético propuesto por Bomhard en 2008.

De acuerdo con Greenberg, la clasificación de los grupos sería el siguiente:
- Indoeuropeo
- Uralo-yukaghir
  - Urálico
  - Yukaghir
- Paleosiberiano
  - Chukoto-kamchatka
  - Esquimo-aleutiano
  - Nivejí
- Altaico
  - Túrquico
  - Mongólico
  - Tungús
- Tirsénico
  - Rético
  - Etrusco-lemnio
- Ainu-nipo-coreano
  - Ainu
  - Japónico
  - Coreano

## Evidencias
La investigación de las protolenguas que dieron lugar a macrofamilias, pueden tener diferentes métodos que las familias, las cuales se considera que tienen una antigüedad de unos 5000 años. Para el estudio de grupos más antiguos se descartan las palabras de uso esporádico y se escoge las palabras de uso altamente frecuente, tales como los números uno y dos, los pronombres yo, tú, qué y quién, y nombres como agua, mamá y papá. Ciertos cognados pueden aparecer ultraconservados, pues si las palabras del habla común tienen una frecuencia mayor del uno por mil, tendr̪án entre 7 y 10 veces más probabilidades de conservarse casi intactas o al menos reconocibles, durante 10 000 o 15 000 años. Algunos de estos cognados serían los siguientes:
| Familia           | yo   | mí/mío   | tú        | ti/tuyo   | nosotros       | ¿quién?   | ¿qué? | uno     | dual/dos | plural | eso    |
| ----------------- | ---- | -------- | --------- | --------- | -------------- | --------- | ----- | ------- | -------- | ------ | ------ |
| Indoeuropeo       | egom | me, mene | tu        | te-, teue | uei, nsme, nos | kwi, kwo  | ma    | oynos   |          | -s     | to-    |
| Urálico           | mi   | minV-    | ti        | tū-       | ba, myn-       | ko-, ku-  | mi-   | ukte    | -k       | -t     | to     |
| Yukaguir          | met  |          | tet       |           | mit            | кин /kin/ |       | māl-    |          |        | taŋ    |
| Túrquico          | be   | men      | se        | sen       | bi-rʲ          | kim       | mi    | bir     | iki      | -t     | ti-    |
| Mongólico         | bi   | min-     | /tʃi/     | /tʃin/    | ba             | ken       | ma    | byri    | ikire    | -t     | te-re  |
| Tungús            | bi   | min-     | si        |           | bue            | xa-       | ma    | əmkən   |          | -te    | ta     |
| Coreano           | -i   | n-       | -si, -sya |           | ú-rí           | -ka       | mai   | pìrɨ́    |          |        | tjé    |
| Japónico          | bà   |          | si        |           | bà             |           | mī    | pi-tə   |          |        | tso-re |
| Ainu              | ku-  | kuani    |           |           |                |           | mak   | sine    | -ki      | -ti    | toonpe |
| Nivejí            | ni   |          | tʰi       |           | mer            | -ka       | ni    | nin     | -gi      | -t     |        |
| Chukoto-kamchatka | -m   |          | tu        |           | mur            | mki, mkin | mi    | ən-næn  | -k       | -ti    |        |
| Esquimal          | -ŋa  |          | -t, /ci/  |           | -ŋut           | ken, kina | -na   | atausiq | -k       | -t     |        |

Del etrusco se ha perdido mucho vocabulario, pero se estima que la primera persona singular fue mi / mi-ni.
De acuerdo con estudios más recientes (2013) basados en la reconstrucción de 188 proto-palabras, la macrofamilia euroasiática tendría una antigüedad de unos 12.000 años, llegando a 15.000 si se retrocede a la divergencia con las lenguas drávidas, presentando las siguientes relaciones:
|  | Indoeuropeo |
|  |             |
|  | Urálico     |
|  |             |

|  | Altaico                                                           |
|  |                                                                   |
|  | \| \| Chukoto-kamchatka \| \| \| \| \| \| Inuit-yupik \| \| \| \| |
|  |                                                                   |
|  | Chukoto-kamchatka                                                 |
|  |                                                                   |
|  | Inuit-yupik                                                       |
|  |                                                                   |

|  | Chukoto-kamchatka |
|  |                   |
|  | Inuit-yupik       |
|  |                   |

|  | Indoeuropeo |
|  |             |
|  | Urálico     |
|  |             |

|  | Altaico                                                           |
|  |                                                                   |
|  | \| \| Chukoto-kamchatka \| \| \| \| \| \| Inuit-yupik \| \| \| \| |
|  |                                                                   |
|  | Chukoto-kamchatka                                                 |
|  |                                                                   |
|  | Inuit-yupik                                                       |
|  |                                                                   |

|  | Chukoto-kamchatka |
|  |                   |
|  | Inuit-yupik       |
|  |                   |

|  | Indoeuropeo |
|  |             |
|  | Urálico     |
|  |             |

|  | Altaico                                                           |
|  |                                                                   |
|  | \| \| Chukoto-kamchatka \| \| \| \| \| \| Inuit-yupik \| \| \| \| |
|  |                                                                   |
|  | Chukoto-kamchatka                                                 |
|  |                                                                   |
|  | Inuit-yupik                                                       |
|  |                                                                   |

|  | Chukoto-kamchatka |
|  |                   |
|  | Inuit-yupik       |
|  |                   |

|  | Indoeuropeo |
|  |             |
|  | Urálico     |
|  |             |

|  | Altaico                                                           |
|  |                                                                   |
|  | \| \| Chukoto-kamchatka \| \| \| \| \| \| Inuit-yupik \| \| \| \| |
|  |                                                                   |
|  | Chukoto-kamchatka                                                 |
|  |                                                                   |
|  | Inuit-yupik                                                       |
|  |                                                                   |

|  | Chukoto-kamchatka |
|  |                   |
|  | Inuit-yupik       |
|  |                   |

|  | Indoeuropeo |
|  |             |
|  | Urálico     |
|  |             |

|  | Altaico                                                           |
|  |                                                                   |
|  | \| \| Chukoto-kamchatka \| \| \| \| \| \| Inuit-yupik \| \| \| \| |
|  |                                                                   |
|  | Chukoto-kamchatka                                                 |
|  |                                                                   |
|  | Inuit-yupik                                                       |
|  |                                                                   |

|  | Chukoto-kamchatka |
|  |                   |
|  | Inuit-yupik       |
|  |                   |

|  | Indoeuropeo |
|  |             |
|  | Urálico     |
|  |             |

|  | Altaico                                                           |
|  |                                                                   |
|  | \| \| Chukoto-kamchatka \| \| \| \| \| \| Inuit-yupik \| \| \| \| |
|  |                                                                   |
|  | Chukoto-kamchatka                                                 |
|  |                                                                   |
|  | Inuit-yupik                                                       |
|  |                                                                   |

|  | Chukoto-kamchatka |
|  |                   |
|  | Inuit-yupik       |
|  |                   |

|  | Indoeuropeo |
|  |             |
|  | Urálico     |
|  |             |

|  | Altaico                                                           |
|  |                                                                   |
|  | \| \| Chukoto-kamchatka \| \| \| \| \| \| Inuit-yupik \| \| \| \| |
|  |                                                                   |
|  | Chukoto-kamchatka                                                 |
|  |                                                                   |
|  | Inuit-yupik                                                       |
|  |                                                                   |

|  | Chukoto-kamchatka |
|  |                   |
|  | Inuit-yupik       |
|  |                   |

|  | Indoeuropeo |
|  |             |
|  | Urálico     |
|  |             |

|  | Altaico                                                           |
|  |                                                                   |
|  | \| \| Chukoto-kamchatka \| \| \| \| \| \| Inuit-yupik \| \| \| \| |
|  |                                                                   |
|  | Chukoto-kamchatka                                                 |
|  |                                                                   |
|  | Inuit-yupik                                                       |
|  |                                                                   |

|  | Chukoto-kamchatka |
|  |                   |
|  | Inuit-yupik       |
|  |                   |

El grupo euroasiático ha sido también validado por la filogenia computacional (2015), mediante la clasificación automática a través de técnicas de biología computacional tales como el alineamiento de secuencias, la inferencia filogenética y el bootstrapping, aplicadas a una colección de unos mil idiomas y dialectos. Estos estudios excluyen al coreano, japónico y ainu de la macrofamilia eurasiática.